# Zope Public License
Zope Public License — лицензия на свободное программное обеспечение, используемая в основном для сервера приложений Zope. Эта лицензия похожа на общеизвестную лицензию BSD, однако ZPL также добавляет положения, запрещающие использование товарного знака и требующие документального подтверждения всех изменений.